# Музей-квартира Николая Голованова

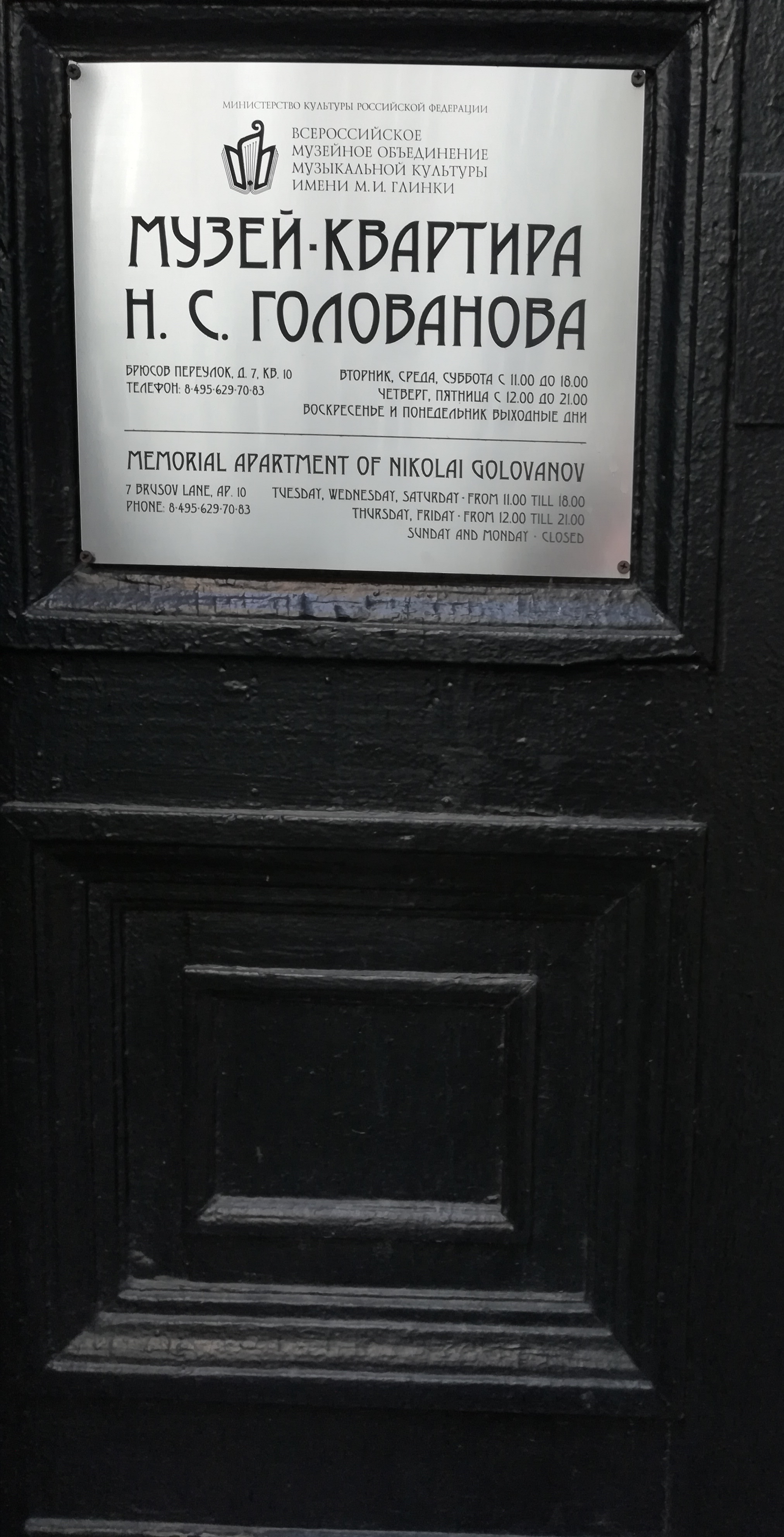
Информационная табличка музея на парадном д. 7

Музей-квартира Никола́я Голова́нова — мемориальная квартира дирижёра и композитора Николая Голованова в Москве.
Является филиалом Всероссийского музейного объединения музыкальной культуры имени Глинки.

## Экспозиция
Музеефицированы четыре комнаты мемориальной квартиры: кабинет, гостиная, столовая и бывшая спальня. В экспозиции представлены антикварная мебель, картины (среди авторов И. Айвазовский, В. Верещагин, К. Коровин, Л. Лагорио, М. Нестеров), иконы, скульптура, предметы прикладного искусства, собрание древностей (например, голова скульптуры Аменемхета III), архив, книжная и нотная библиотеки, личные вещи, фотографии, аудио и видеотека.

## История

Николай Голованов, первая половина XX века

Музей-квартира занимает кв. 10 в доме № 7 по Брюсовому переулку, построенному архитектором Алексеем Щусевым для артистов Большого театра, квартиры выполнялись по индивидуальным проектам. Музыкант въехал в эту квартиру в 1935 году и прожил в ней восемнадцать лет. Квартира этажом ниже принадлежала его жене Антонине Неждановой. В этом доме также жили оперная певица Надежда Обухова, народный артист СССР Иван Козловский, артисты Алексей Пирогов и Мария Максакова.
Музей памяти дирижёра был создан в 1969-м по распоряжению Министерства культуры СССР, когда после смерти сестры Голованова квартира перешла Всероссийскому музейному объединению музыкальной культуры (ВМОМК). Для посетителей музей открыли в 1974 году. После открытия в квартире выступали дирижёры Борис Хайкин, Кирилл Кондрашин, Геннадий Рождественский, Фуат Мансуров, Юрий Симонов.
В 2002-м музей был закрыт на десятилетнюю реконструкцию. Торжественное открытие состоялось 18 мая 2012 года, в тот день выступали Геннадий Рождественский и народная артистка РСФСР Ирина Масленникова.

## Интерьеры квартиры
Обстановка комнат в квартире сохранена приблизительно такой, какова она была при жизни музыканта.
В бывшей спальне Николая Голованова хранятся архивные материалы, благодаря которым можно проследить этапы творческой жизни музыканта. В центре экспозиции фотографии его родителей — отца Семёна Яковлевича и матери Елизаветы Тимофеевны. В витрине выставлены фотографии дирижёра со знакомыми музыкантами и артистами: Антониной Неждановой, Константином Станиславским, Ксенией Держинской и другими. В комнате также представлены фотографии выступлений Голованова на конференциях и концертах.
Кабинет — центральная комната мемориальной экспозиции музея, в нём можно увидеть собрание партитур и звукозаписей Николая Голованова. На рабочем столе — бюсты Чайковского и Глазунова. Рядом с рабочим столом стоит рояль фирмы «Блютнер», принадлежавший Ипполитову-Иванову. Над ним висит портрет композитора Александра Скрябина, написанный Александром Головиным. Почётное место занимает скульптурное изображение Александра Пушкина работы Павла Трубецкого. Стены кабинета украшают портреты Василия Сафонова, Сергея Рахманинова, Артура Никиша.
В малой гостиной, где когда-то собирались друзья Николая Голованова, центральное место занимает полотно Константина Юона «В Сергиевом Посаде», рядом висит картина Николая Дубовского «Сумерки». В комнате стоят мраморные бюсты Данте Алигьери, Беатриче, Ференца Листа, копия фрески Сандро Ботичелли «Джованна Альбицы и добродетели», сделанная в 1913 году.
В столовой собраны работы художников, скульпторов, мастеров прикладного искусства, старинные книги. Один из экспонатов — голова фараона второго тыс. до н. э., найденная при раскопках в Италии. В комнате также находятся три скульптуры Михаила Врубеля: «Царь Берендей», «Снегурочка», «Морской царь». Стены столовой украшают полотна художников: «Мавзолей Тадж-Махал в Индии» Василия Верещагина, «Ночь в Венеции» Ивана Айвазовского, «Венеция. Канал» Василия Поленова.

## События
В Музее-квартире проводятся концерты, мастер-классы и встречи с деятелями культуры. В 2014 году, к 40-летию музея, состоялся концерт камерно-инструментальной музыки «Три автора — три сонаты». В рамках программы были исполнены произведения Людвига ван Бетховена, Иоаганнеса Брамса, Рихарда Штрауса. В 2016-м в музее состоялся концерт «Искусство пианизма», во время которого прозвучали «Баркарола» Фридерика Шопена, сонаты Бетховена и Брамса, вальс из оперы Шарля Франсуа Гуно «Фауст». В том же году состоялся мастер-класс Геннадия Рождественского, который исполнил сочинения Бетховена, Антона Брукнера, Петра Чайковского, Дмитрия Шостаковича.

## Галерея

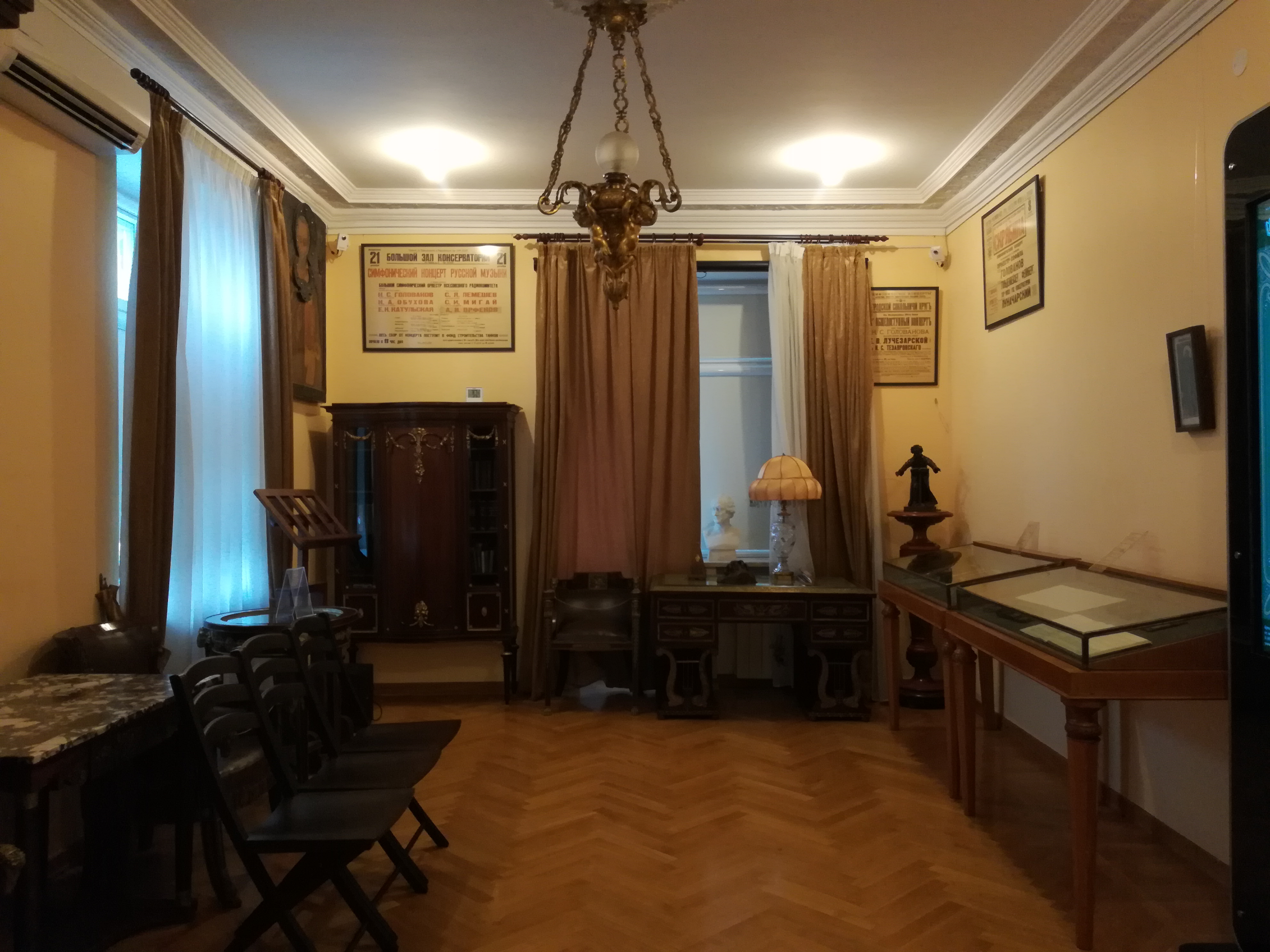
Бывшая спальня, 2018
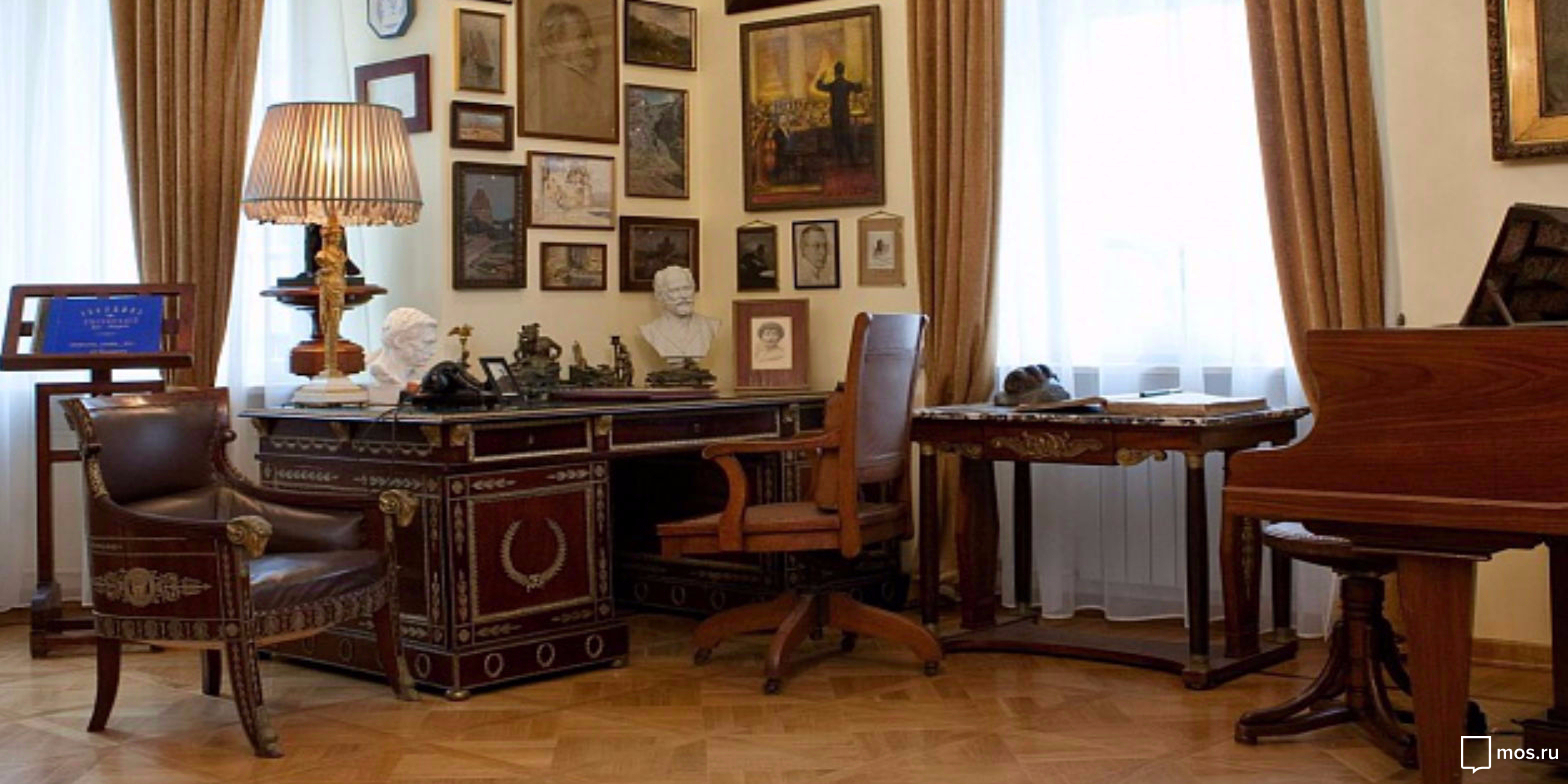
Кабинет, 2017 год
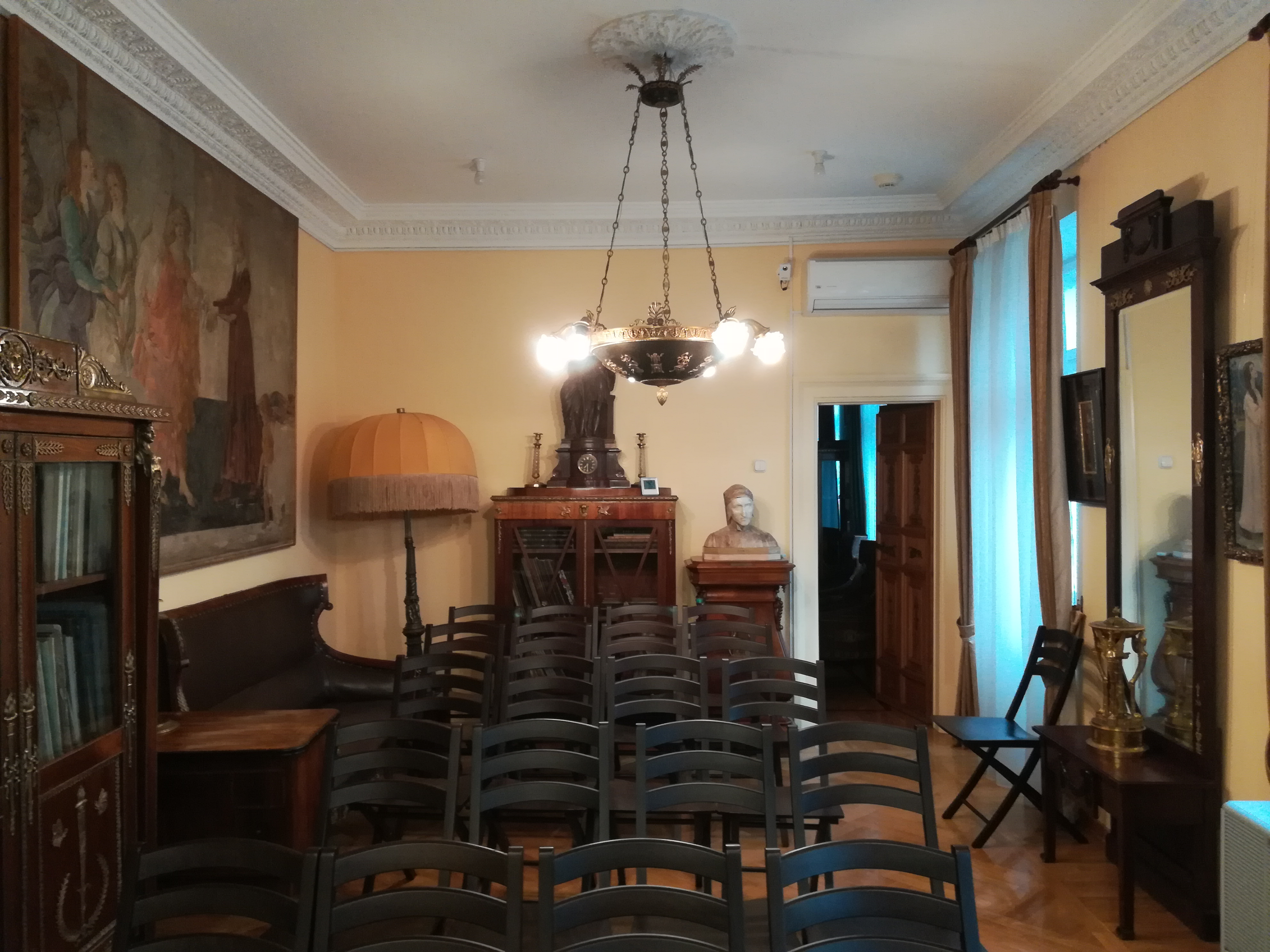
Гостиная, 2018